# Prochilodus lacustris
Prochilodus lacustris är en fiskart som beskrevs av Steindachner, 1907. Prochilodus lacustris ingår i släktet Prochilodus och familjen Prochilodontidae. Inga underarter finns listade i Catalogue of Life.